# Paróquia Senhor do Bonfim (Ipatinga)
A Paróquia Senhor do Bonfim (antiga Paróquia Divino Espírito Santo) é uma divisão da Igreja Católica sediada no município brasileiro de Ipatinga, no interior do estado de Minas Gerais. A paróquia faz parte da Diocese de Itabira-Fabriciano, estando situada na Região Pastoral III. Foi criada em 7 de dezembro de 2009.
A paróquia surgiu a partir da comunidade católica do Cidade Nobre, existente desde a construção das primeiras casas da localidade, na década de 1970. Posteriormente, Jair Gonçalves, que era proprietário das terras do atual bairro, doou o terreno para a construção de uma igreja. Neste local foi construído o Santuário Senhor do Bonfim, que posteriormente se tornou a sede da paróquia.